# Elizabeth Strout
Elizabeth Strout (Portland, 6 de enero de 1956) es una escritora estadounidense de ficción. En 2009 ganó el Premio Pulitzer de Ficción por su novela Olive Kitteridge, una colección de relatos sobre una mujer, su familia inmediata y amigos, en la costa de Maine. El libro, que fue adaptado a una miniserie por la HBO, ganó seis premios Emmy en el 2015.

## Biografía
Strout nació en Portland, Maine, y se crio en pequeñas ciudades de Maine y New Hampshire. Su padre era un profesor de ciencias y su madre profesora de preparatoria. Tras egresar del Bates College, Strout pasó un año en Oxford, Inglaterra, seguido de un año de estudios de Derecho. Se graduó con honores en 1982, y recibió  un grado en leyes de la Universidad de Siracusa. En ese mismo año publicó su primer cuento en la revista literaria New Letters.
Strout se mudó a la ciudad de Nueva York. Continuó escribiendo cuentos que fueron publicados en revistas literarias, así como en Redbook y Seventeen.
Trabajó entre seis y siete años para completar su primera novela, Amy e Isabelle, que, tras su publicación, fue preseleccionado en el año 2000 para el Premio Orange y nominado para el premio Faulkner de ficción. Amy e Isabelle fue adaptada como película para televisión, protagonizada por Elisabeth Shue y producida por Oprah Winfrey.
Strout fue profesora del NEH (Fondo Nacional para las Humanidades, por sus siglas en inglés) en la Universidad Colgate durante el otoño de 2007. Allí enseñó escritura creativa para niveles iniciales y avanzados. También formó parte del Máster en Bellas Artes en la Universidad Queens de Charlotte, de Carolina del Norte.
En 2009, Strout fue galardonada con el Premio Pulitzer de Ficción por Olive Kitteridge. Su novela publicada en 2019, Luz de febrero constituye una secuela de Olive Kitteridge.

## Libros publicados
- Amy e Isabelle. Traducción de Juan Tafur. Seix Barral, 2017. ISBN    978-84-322-3236-7,[4] (original en inglés:  Amy and Isabelle,1998).
- Abide With Me (2006).
- Olive Kitteridge (2008).
- Los hermanos Burgess. Traducción de Rosa Pérez Pérez. Seix Barral, ISBN: 2018.978-84-322-3328-9, (original en inglés: The Burgess Boys, 2013).
- Me llamo Lucy Barton.Traducción de Flora Casas Vacas, Duomo Editorial, ISBN: 9788416261918, (original en inglés: My Name Is Lucy Barton, 2016).[5]
- Todo es posible. Traducción de Flora Casas Vacas, Duomo Editorial, ISBN: 9788416634828 (original en inglés: Anything is Possible, 2017).
- Luz de febrero. Traducción de Juanjo Estrella, Duomo Editorial, ISBN: 9788417761417, (original en inglés: Olive, Again, 2019).[6]
- Lucy y el mar. Traducción de Flora Casas Vacas, Alfaguara, 2023, 9788420466057, (original en inglés: Lucy by the Sea, 2022).[7]
- Cuéntamelo Todo. Traducción de Flora Casas Vacas, Alfaguara, 2025, 9788410299023, (original en inglés: Tell me Everything, 2024)